# Гусев, Дмитрий Геннадьевич
Дмитрий Геннадьевич Гусев (род. 23 июля 1972, Свердловск) — российский политик, политолог и политтехнолог. По версии «Общей газеты» и Избирательной Ассоциации Политтехнологов «Избасс» входил в число лучших политтехнологов России, соавтор учебника по политическому консультированию «Уши машут ослом».
Депутат Государственной Думы VIII созыва от Краснодарского края, первый заместитель руководителя фракции «Справедливая Россия - За правду» (СРЗП), первый заместитель председателя Комитета Госдумы по контролю. Лидер Московского отделения СРЗП, курирует в партии Краснодарский край и Луганскую народную республику.
Из-за поддержки российско-украинской войны — под санкциями 27 стран ЕС, Швейцарии, Великобритании, Австралии, Канады, Новой Зеландии, США, Японии, Украины .

## Биография
Родился в семье Геннадия Гусева в Свердловске в 1972 году.
В 1994 году окончил философский факультет Уральского государственного университета им. А. М. Горького.
В 1996 году окончил Уральскую государственную юридическую академию.
В 2021 году окончил Российскую академию народного хозяйства и государственной службы при Президенте РФ.
В 2021 году стал победителем конкурса «Лидеры России. Политика».
Руководитель попечительского совета крупнейшего благотворительного фонда на юге России «Добро и Дело». Совместно с фондом «Мир и Любовь» доставляет гуманитарную помощь военным и жителям новых регионов.

## Карьера
В 1996—2001 годах депутат Екатеринбургской городской думы, входил в состав постоянных комиссий: по вопросам социальной политики и по вопросам правоохранительной деятельности.
С 1996 года принял участие более, чем в 200 политических кампаниях, в том числе в законодательные собрания регионов Российской Федерации, депутатов Государственной Думы, глав городов и субъектов России, а также в кампаниях на территории Украины, Казахстана, других стран СНГ и Восточной Европы. По информации «Общей газеты», Гусев работал преимущественно на Урале, отличался агрессивным стилем ведения политических кампаний. По данным издания Ura.ru, входил в предвыборный штаб губернатора Омской области.
Совместно с Олегом Матвейчевым, Ренатом Хазеевым и Сергеем Чернаковым основал политическое консалтинговое агентство «Бакстер Групп».
В 2014—2015 годах заместитель руководителя Департамента территориальных органов Правительства Москвы.
В 2015 году выступил основателем ежегодного онлайн-марафона «Ночь выборов».
В 2015—2021 годах советник председателя Московской городской думы Алексея Шапошникова.
С февраля по ноябрь 2021 г. — исполнительный секретарь президиума центрального совета - руководитель центрального аппарата СРЗП. С ноября 2021 г. - секретарь президиума центрального совета СРЗП по политическим вопросам.
В 2021 году на выборах в Госдуму был заместителем начальника избирательного штаба партии. По итогам выбора партия улучшила результат 2016 года, получив 7,46% голосов и 27 депутатских мандатов. На предыдущих выборах — 6,22% голосов и 23 депутатских мандата.
19 сентября 2021 года избран депутатом Государственной Думы VIII созыва от партии «Справедливая Россия - За правду» по федеральному партийному списку – шёл первым номером в составе региональной группы №18 (Краснодарский край). В парламенте занял должности первого заместителя руководителя фракции «Справедливая Россия — За правду», первого заместителя председателя комитета Госдумы по контролю.
30 мая 2022 г. избран председателем совета московского регионального отделения партии «Справедливая Россия — Патриоты — За правду», сменив в этой должности Галину Хованскую. В 2024 году переизбран на эту должность.
В 2023 году участвовал в выборах мэра Москвы, получив 3,93% голосов.
Член межфракционной рабочей группы Госдумы по «законодательной реализации» госполитики в сфере сохранения и укрепления традиционных российских духовных ценностей и рабочей группы при Минобороны РФ по вопросам мобилизации.

## Деятельность в Госдуме
В 2022 году депутат-единорос Артем Кирьянов внес поправки к закону о рекламе, которые предусматривали создание единого оператора цифровой наружной рекламы и частных электронных объявлений в Интернете. Дмитрий Гусев организовал круглый стол «Монополизация рынка рекламы: за и против». В нем приняли участие депутатов всех фракций Госдумы, операторы цифровой наружной рекламы (Maer Group, Gallery), представители интернет-сервисов (Авито, Ozon, Яндекс), общественники и ведущие эксперты отрасли (АКАР, «Опора России», «Деловая Россия», ОП РФ, ТПП РФ, Ассоциация электронных торговых площадок и др.), руководители профильных департаментов ФАС России и Минпромторга РФ. Позднее организовал аналогичный круглый стол в Краснодаре, предложил модернизировать закон, собрав поправки от всех участников рынка.
С 2023 года Гусев выступает за защиту прав водителей такси и пассажиров. Выступал против принятия закона о такси, готовил и вносил различные инициативы по его корректировке: в 2024 году предложил ограничить возможности слишком резкого повышение цен на услуги такси, в том числе в связи с непогодой, в 2025 году внес законопроект о запрете на повышение стоимости тарифа такси при наличии в нем детского кресла.
В феврале 2023 года призвал запретить игровые автоматы в букмекерских конторах и внес законопроект, который был поддержан Госдумой, Советом Федерации и подписан Президентом. Закон вступил в силу с 1 сентября 2024 года.
Вместе с депутатами Валерием Гартунгом и Адальби Шхагошевым с марта 2023 года занимался урегулированием резонансной «забастовки» пунктов выдачи заказов Wildberries, послужившей основой для разработки так называемого «закона Бакальчук» и создания ассоциации АУРЭК, наблюдательный совет которой возглавил Гусев совместно с другими депутатами. Для систематической защиты прав малого бизнеса в отрасли электронной коммерции была создана Ассоциация участников рынка электронной коммерции (АУРЭК), в Наблюдательный совет которой вошли депутаты Госдумы Станислав Наумов (ЛДПР), Алексей Ситников («Единая Россия») и председатель Общероссийского движения предпринимателей и сопредседатель Совета предпринимателей Москвы Андрей Ковалёв, а возглавил совет Дмитрий Гусев.
В декабре 2024 обратился к главе Роспотребнадзора Анне Поповой с просьбой проверить аромаингаляторы на наличие в составе запрещенных или ограниченных к обороту веществ. После этого Wildberries и Ozon приняли решение о блокировке предложений о продаже популярных у детей ароматических ингаляторов с эфирными маслами, а после проверки Роспотребнадзора продажи аромаингаляторов остановили все площадки.
В январе 2025 организовал рабочее совещание с учеными по новым технологиям ликвидации последствия разлива нефтепродуктов в Черном море, в феврале ознакомился с наработками в Краснодаре в Кубанском государственном технологическом университете. Наработки направлены в Правительственную комиссию и Оперативный штаб.

## Международные санкции
Из-за поддержки российской агрессии и нарушения территориальной целостности Украины во время российско-украинской войны находится под персональными международными санкциями разных стран:
- с 23 февраля 2022 года находится под санкциями всех стран Европейского союза[55][56][57];
- с 24 февраля 2022 года находится под санкциями Канады[56][58];
- с 25 февраля 2022 года находится под санкциями Швейцарии[54];
- с 26 февраля 2022 года находится под санкциями Австралии[56][59];
- с 11 марта 2022 года находится под санкциями Великобритании[56];
- с 18 марта 2022 года находится под санкциями Новой Зеландии[54];
- с 24 марта 2022 года находится под санкциями Соединенных Штатов Америки[60][61][62][63];
- с 12 апреля 2022 года находится под санкциями Японии[54];
- с 7 сентября 2022 находится под санкциями Украины[64].

## Награды
Неоднократный лауреат и дипломант Национальной премии Российской ассоциации политических консультантов «Выбор» (лауреат в 2016, 2019, 2021 годах, гран-при в 2017 и спецприз в 2018 годах) и премии Российской ассоциации по связям с общественностью «Гамбургский счет» в 2024 году.
В 2024 году получил цирковую премию «Признание» в спецноминации «За поддержку циркового искусства России».